# توني هربرت
توني هربرت (بالإنجليزية: Tony Herbert)‏ هو سياسي أيرلندي، ولد في 1920 في جمهورية أيرلندا، وتوفي في 6 مارس 2014 في جمهورية أيرلندا. حزبياً، نشط في فيانا فايل. وقد انتخب عضو مجلس الشيوخ من أيرلندا عن دائرة Labour Panel ‏ وقد انضم خلال فترته النيابية ‏ (27 أكتوبر 1977 – 16 يوليو 1981) للكتلة البرلمانية فيانا فايل وانتخب عضو مجلس الشيوخ من أيرلندا عن دائرة Labour Panel ‏ وقد انضم خلال فترته النيابية ‏ (13 مايو 1982 – 21 ديسمبر 1982) للكتلة البرلمانية فيانا فايل.